# Цикл СОРД

Цикл СОРД

Цикл СОРД (Спостереження—Орієнтація—Рішення—Дія, англ. OODA, O — observe, O — orient, D — decide, A — act) — концепція, розроблена Джоном Бойдом у 1995 році, також відома як «петля Бойда». СОРД — це кібернетичний самовідтворюваний і самокерований цикл, що має у своїй структурі 4 процеси: спостереження, орієнтація, рішення, дія. Модель СОРД припускає багаторазове повторення петлі дій: відбувається реалізація принципу зворотного зв'язку. Згідно з Бойдом, будь-які процеси, що відповідають дійсності, діють у безперервному циклі, постійно взаємодіють з навколишнім середовищем і враховують його постійні зміни.
Ідеї Д. Бойда склалися на основі праць таких відомих дослідників, як Жан Піаже, Людвіг фон Берталанфі, Томас Кун, Майкл Поланьї, Норберт Вінер, Грегорі Бейтсон.

## Концепція СОРД
Свою концепцію Д. Бойд розробляв для армії США. У зв'язку з цим СОРД спочатку ставив своїм завданням пояснення причин поразок і перемог між противниками. Згідно з концепцією Д. Бойда, обидві сторони, що вступають у військовий конфлікт, діють і приймають рішення у межах своєї петлі СОРД.
Існує два основних способи досягнення перемоги над супротивником: зробити свої цикли дій швидшими або поліпшити якість прийнятих рішень. Перший варіант дозволить діяти на випередження і змусить противника реагувати на дії (швидша петля дій, ніж у супротивника). Другий шлях — прийняття рішень, які найкраще відповідають даній ситуації, ніж рішення супротивника або ж добитися погіршення рішень з боку противника. У деяких випадках противника може не бути, але у такому разі його замінює зовнішнє середовище.

## Складові елементи СОРД
СОРД складається з 4 елементів:
- Спостереження (англ. Observation) — процес перетворення змін у зовнішньому і внутрішньому (елементи зворотного зв'язку) середовищі у форму сигналів-даних, що використовуються надалі. Інформацію можна збирати із зовнішніх і внутрішніх джерел. Якість та швидкість збору інформації визначає ефективність прийнятих рішень.
- Орієнтація (англ. Orientation) — процес оцінки даних відповідно до контексту, наділення даних сенсом. Швидкість і якість цього етапу залежать від того, скільки існує вже сформованих планів. Якщо їх мало або немає, то буде витрачатися час на їх розробку. Орієнтація — найскладніший етап у всьому циклі. Даний етап складається з двох підетапів:
  - А. Руйнування/Аналіз (англ. Destruction). Руйнування є процесом роздроблення на дрібні елементарні частини, які легші для розуміння.
  - Б. Творення/Синтез (англ. Creation). Якщо підетап «руйнування» передбачає деконструкцію складного питання, то «етап» творення ставить своєю метою, шляхом обробки спрощеної інформації, створення плану й альтернатив розв'язання проблеми.
- Рішення (англ. Decision) — етап, що передбачає вибір альтернатив і планів на основі, яка була розроблена на етапі орієнтації. Критерії вибору можуть бути різними і залежати від цілей конкретної системи;
- Дія (англ. Action) — процес впливу на навколишнє середовище. Відбувається реалізація конкретного розробленого плану. Результатом цієї дії (або послідовності дій) є зміна зовнішнього середовища, що впливає на всю систему. Тим самим реалізується принцип зворотного зв'язку.